# Intervalstegning
Intervalstegning er en måde at stege på, der er specielt velegnet til større kødstykker[kilde mangler]. Emnet bliver skiftevis lagt på grillen eller i ovnen, for derefter at blive fjernet fra varmen igen. På denne måde bliver kødets fiberstruktur mørnet og den er velegnet til kødtyper, der har tendens til at kunne blive seje[kilde mangler].